# Werner Lindemann
Werner Lindemann (7 de octubre de 1926-9 de febrero de 1993) fue un poeta, escritor y periodista alemán.

## Vida
Werner Lindemann nació en el seno de una familia de trabajadores del campo y creció en Gutsdorf Alt-Jessnitz, cerca de Wolfen (Sajonia-Anhalt). Con 15 años fue aprendiz de granjero y entre 1943 y 1945, soldado. Al acabar la Segunda Guerra Mundial estudió Ciencias Naturales en Halle y a partir de 1949 comenzó a ejercer de docente en una escuela de formación profesional en temas relacionados con la agricultura. Entre 1955 y 1957 estudió en el instituto de literatura "Johannes R. Becher" de Leipzig. Allí colaboró como redactor de la revista estudiantil "Forum", se convirtió en director de la Casa de la Cultura de la localidad y desde 1959 se desempeñó como escritor por cuenta propia. Fue cofundador de la colonia de artistas de Drispeth, donde vivió más de 20 años, entre otros, con Joachim Seyppel, Joochen Laabs y Gerhard y Christa Wolf.
Werner Lindemann escribió sus primeros poemas poco después de la guerra. Los publicó junto a otros en el libro de 1959 "Stationen", que incluía también material autobiográfico. El escritor se hizo conocido en los años 1970 con sus libros para niños, en los que mostraba una visión poética de lo cotidiano. Animaba con delicadeza a sus lectores a la autocrítica. Junto a la poesía infantil, en los años 1980 cultivó la prosa —por ejemplo "Aus dem Drispether Bauernhaus" y "Die Roggenmuhme"—. En estos y otros libros, se basaba en la observación y en sus recuerdos de mocedad para describir en historias cortas la naturaleza, la vida de la familia en el campo y el día a día bajo el régimen socialista. Por ejemplo, en la obra "Mike Oldfield im Schaukelstuhl. Notizen eines Vaters" ("Mike Oldfield en la mecedora. Notas de un padre"), Lindemann contraponía los recuerdos del narrador, un padre, a las opiniones y ambiciones de su hijo; el libro remarcaba las diferencias de carácter entre personas educadas en diferentes sistemas sociales, pero también mostraba sus similitudes.
En muchas ocasiones dio charlas en colegios para acercar la poesía a los niños. Visitó muy a menudo la escuela Grundschule an der Elisabethwiese de Rostock. Tras la muerte de Lindemann, la escuela cambiaría su nombre por el del escritor (7 de octubre de 1994). A la celebración acudió su viuda, la periodista Gitta Lindemann.
La Academia de las Artes de Berlín le otorgó en 1985 el premio Alex Wedding, por sus méritos en el ámbito de la literatura infantil socialista.
Werner Lindemann es el padre de Till Lindemann, vocalista del grupo Rammstein.

## Obra
- Mosaiksteine (Mitteldeutscher Verlag 1957)
- Stationen (Aufbau Verlag Berlin 1959)
- Das unheilige Testament (Aufbau Verlag Berlin 1959)
- Unterwegs aufgeschrieben (Aufbau Verlag Berlin 1960)
- Zutiefst an dich gebunden sein... (Verlag Neues Leben 1961)
- Hier war einmal ein Rain (VEB Hofmeister 1961)
- Für die Bäuerin (1961)
- Und ich sage dir .... (VEB Hofmeister 1961)
- Das Osternest (Kinderbuchverlag Berlin 1964)
- Was schmeckt den Tieren (Kinderbuchverlag Berlin 1966)
- Rattermann und Pustemehl (Kinderbuchverlag Berlin)
- Poesiealbum 35 (Verlag Neues Leben 1970)
- Schornsteinfeger Rußgesicht (Kinderbuchverlag Berlin 1970)
- Pünktchen (Kinderbuchverlag Berlin 1974)
- Der Tag sitzt vor dem Zelt (Kinderbuchverlag Berlin 1974)
- Der Esel, die Großmutter und andere Musikinstrumente (Dt.Verlag für Musik Leipzig 1974)
- Durch Wulkenziehn spaziert (Kinderbuchverlag Berlin 1970)
- Rund ums Ferienzelt (Kinderbuchverlag Berlin)
- Der Gemüsekorb (Verlage Junge Welt 1975)
- Landtage (Verlag Tribüne 1976)
- Die Schule macht die Türen auf (Kinderbuchverlag Berlin 1976)
- Tanzende Birken – Gedichte für Kinder (Kinderbuchverlag Berlin 1977)
- Sohn und Vater Rübesam (Kinderbuchverlag Berlin 1978)
- Aus dem Drispether Bauernhaus (Edition Holz 1981)
- Das Schneeflöckchen (Postreiter Verlag Halle 1982)
- Ein Nest versteckt auf dichten Zweigen (Kinderbuchverlag Berlin 1982)
- Was macht der Frosch im Winter? (Kinderbuchverlag Berlin 1982)
- Das kleine Kamel und andere Märchen aus Kasachstan (Kinderbuchverlag Berlin 1979)
- Ein Laubfrosch wandert (Kinderbuchverlag 1984)
- Tausendfuß (Verlag Junge Welt 1984)
- Der Nasenbaum (Postreiter Verlag Halle, 2. Auflage 1985)
- Die Roggenmuhme (Verlag Tribüne 1986)
- Die Fledermausstunde (Kinderbuchverlag Berlin, 1986)
- Mike Oldfield im Schaukelstuhl. Notizen eines Vaters (Verlag Der Morgen 1988)
- An der Haltestelle (Kinderbuchverlag Berlin 1989)
- Tüftelchen (Kinderbuchverlag Berlin 1989)
- Der tapfere kleine Fisch (Verlag f. Lehrmittel, Pößneck 1990)
- Petermännchens Ausguck (Mecklenburger Verlag 1990) junto con Gitta Lindemann
- Tanzt im Winde wie ein Mädchen (Landesverlags- u. Druckgesell. Mecklenburg 1991)
- Gedanken sind Kinder der Stille (Demmler Verlag 1993)

## Literatura
- Literatura de y sobre Werner Lindemann en la Biblioteca Nacional de Alemania

- Datos: Q70869